# Batalla de Hatfield Chase
La Batalla de Hatfield Chase (O.E. Haethfelth) tuvo lugar el 12 de octubre de 633 en Hatfield Chase cerca de Doncaster, Yorkshire, en la Inglaterra anglosajona entre los northumbrianos dirigidos por su rey Edwin y una coalición de tropas galesas y mercianas dirigidas respectivamente por Cadwallon ap Cadfan y Penda. El lugar era una zona pantanosa a unos 13 kilómetros al nordeste de Doncaster, en la orilla sur del río Don. Fue una victoria decisiva para galeses y los mercianos; Edwin murió en la batalla y su ejército fue derrotado, lo que provocó un colapso del pujante reino del norte.

## Contexto
Edwin, el líder más poderoso en la Gran Bretaña de la época, había conseguido derrotar a Cadwallon pocos años antes. Beda relata la toma de posesión de las islas Mevanias (una de las cuales era Anglesey por parte de Edwin, y otra fuente refiere el asedio sufrido por Cadwallon en la isla de Priestholm, AC: Glannauc), situadas en la costa de Anglesey. Más tarde, Cadwallon derrotó y expulsó a los Northumbrianos de sus territorios y se alió con Penda (siendo Cadwallon el miembro fuerte de la coalición). La situación de Penda en su reino en este momento es aún incierta -Beda sugiere que aún no era rey, pero que alcanzaría el título poco después de Hatfield; la Crónica Anglosajona, sin embargo, sitúa su llegada al trono en 626. El ejército galés-merciano presentó batalla a Edwin en Hatfield, Yorkshire del Sur, al norte de Doncaster.

## Resultado de la batalla
El choque fue un desastre para Northumbria. Tanto Edwin como su hijo Osfrith murieron en la batalla, mientras que su otro hijo Eadfrith fue hecho prisionero por Penda y asesinado después; el reino se dividió en los sub-reinos constituyentes de Bernicia y Deira. Eanfrido, hijo de Etelfrido de Northumbria, regresó del exilio para hacerse con el poder en Bernicia, mientras que Osric, primo de Edwin, se apropió de Deira. Cadwallon prosiguió en su guerra contra los Northumbrianos de forma cruel y despiadada, hasta que fue derrotado por Oswaldo de Northumbria en Heavenfield (también conocida como Deniseburna, AC : Cantscaul), un año después de Hatfield.
El historiador D. P. Kirby sugirió que la derrota de Edwin era el resultado de una amplia alianza de intereses en su contra, incluyendo a la desposeída línea de Etelfrido en Bernicia; pero teniendo en cuenta la posterior hostilidad entre Cadwallon y los hijos de Etelfrido, tal alianza no debió de sobrevivir mucho tiempo a la batalla.